# Tomas Cabili

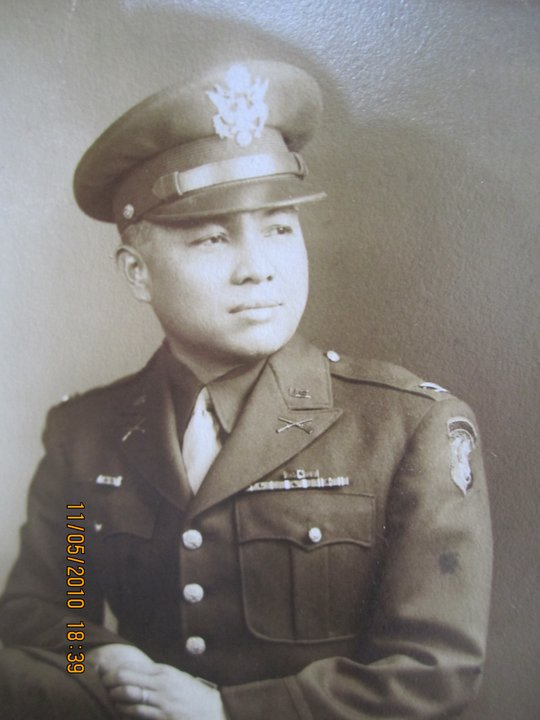
Tomas Cabili

Tomas Cabili (Iligan, 7 maart 1903 - Mount Manungal, 17 maart 1957) was een Filipijns politicus en journalist. Cabili stond ook wel bekend als Sultan Domasankay-ko-Lanao.

## Biografie
Na zijn middelbare school in Zamboanga en Cebu vervolgde hij zijn opleiding aan de University of the Philippines, waar hij in 1925 zijn bachelor of Arts-diploma behaalde. Aansluitend studeerde hij rechten, eerst van 1925 tot 1927 aan het Visayan Institute in Cebu en van 1927 tot 1929 aan het Philippine College of Law. Na het behalen van zijn Bachelor-diploma rechten werkte hij van 1929 tot 1930 als docent aan het College of Law and Liberal Arts van het Visayan Institute. Nadat hij van 1924 tot en met 1926 al ervaring had opgedaan als verslaggever van de Advertiser en de Freeman in Cebu werkte hij na zijn studie in de periode 1932 tot en met 1935 als correspondent voor de National News Service. Ook was hij de Lanao-correspondent voor diverse kranten en de Weekly Graphic.
Cabili was een van de deelnemers aan de Constitutionele Conventie in juli 1934. Hij was uiteindelijk de enige afgevaardigde die tegen de nieuwe Filipijnse Grondwet stemde, die op 8 februari 1935 zou worden geratificeerd. In 1935 werd Cabili voor de eerste maal gekozen als afgevaardigde in de First National Assembly, het toenmalig Filipijns parlement. In 1938 volgde een herverkiezing in het Second National Assembly. 
Tijdens de Tweede Wereldoorlog was Cabili actief in de ondergrondse guerrillabeweging, die zich verzette tegen de Japanse bezetting. Na de oorlog was hij van 27 februari tot 11 juli 1945 kortstondig minister van defensie in het kabinet van president Sergio Osmeña, waarna hij in 1946 werd gekozen als senator.
Cabili kwam op 54-jarige leeftijd om het leven toen het vliegtuig waarin hij samen met president Ramon Magsaysay en 22 anderen zat, neerstortte op Mount Manungal op Cebu.

## Bron
- Carlos Quirino, Who's who in Philippine history, Tahanan Books, Manilla (1995)